# Ди Пласидо, Леонель
Леонель Ди Пласидо (исп. Leonel Di Plácido; родился 28 января 1994 года, Буэнос-Айрес) — аргентинский футболист, защитник клуба «Ланус». Выступает за бразильский клуб «Ботафого» на правах аренды.

## Биография
Ди Пласидо — воспитанник клуба «Олл Бойз». В основном составе команды дебютировал 22 марта 2014 года в гостевой игре против «Росарио Сентраль» в рамках чемпионата Аргентины. Игра завершилась со счётом 2:0 в пользу хозяев. 17 апреля в поединке против «Арсенала» из Саранди Леонель забил свой первый гол за «Олл Бойз». По итогам сезона клуб вылетел из Примеры. Ди Пласидо остался в команде и после ухода ведущих игроков завоевал место в основе.
В начале 2016 года Леонель на правах аренды перешёл в «Атлетико Тукуман». 19 февраля в матче против «Униона» из Санта-Фе он дебютировал за новую команду. 1 февраля 2017 года в матче против эквадорского «Эль Насьоналя» (2:2) Ди Пласидо дебютировал в Кубка Либертадорес.
С августа 2017 года выступает за «Ланус».

## Достижения
- Финалист Южноамериканского кубка (1): 2020